# Vrede van Värälä

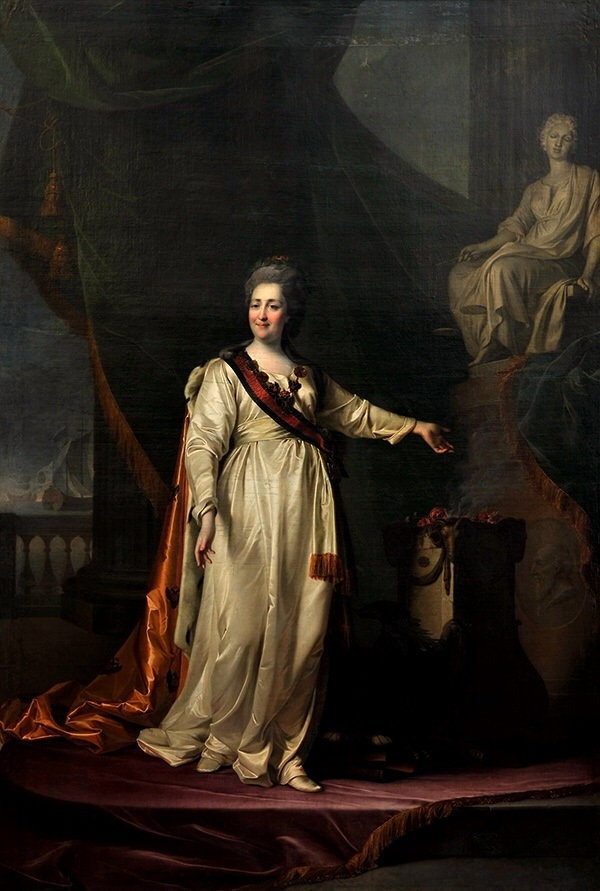
Voor de Russische tsarin Catharina de Grote kwam de vrede op een gunstig moment

De Vrede van Värälä, ook wel Verdrag van Värälä genoemd, was een vredesverdrag die de Russisch-Zweedse Oorlog van 1788-1790 beëindigde. De Vrede van Värälä werd getekend op 14 augustus 1790 in Värälä, ten zuiden van Kouvola in Zuid-Finland, tussen Otto Igelström voor Rusland en Gustaf Mauritz Armfelt voor Zweden. Het verdrag werd geratificeerd in het Russische zomerpaleis in Tsarskoje Selo op de 17e en in het Zweedse legerkamp bij Värälä op de 19e augustus.
De Russisch-Zweedse Oorlog was geëindigd zonder beslissende overwinning. Met de Vrede van Värälä werd dan ook de oude situatie van voor de oorlog hersteld, zonder territoriale veranderingen. Rusland behield dus de gebieden die Zweden had afgestaan met de Vrede van Nystad aan het einde van de Grote Noordse Oorlog en de Vrede van Åbo aan het einde van de Russisch-Zweedse Oorlog van 1741-1743.
De Vrede van Värälä volgde een maand na de Tweede Zeeslag bij Svensksund, een enorme Zweedse overwinning op de Russische marine in de Oostzee. Dit maakte het mogelijk voor de Zweden om een terugkeer naar de status quo te bedingen, zonder concessies aan de Russen, zoals de Russische tsarin Catharina de Grote had geëist. Ook voor Rusland kwam de vrede op een gunstig moment. Catharina de Grote had nu de handen vrij om zich te concentreren op de oorlog met het Ottomaanse Rijk, de ontwikkelingen in Frankrijk (waar in 1789 de Franse Revolutie was uitgebroken) en de groeiende onafhankelijkheid van de Russische vazalstaat Polen-Litouwen.
Na de Vrede van Värälä verbeterde de verhouding tussen de Russen en Zweden snel, en op 19 oktober 1791 tekenden de twee naties een bondgenootschapsverdrag waarbij ze overeenkwamen om elkaar te steunen als een van hun zou worden aangevallen. Hierbij kwam Catharina de Grote ook overeen om Zweden een jaarlijkse toelage van 300.000 roebels te betalen. De vrede tussen Rusland en Zweden duurde tot 1808, toen de Finse Oorlog uitbrak.